# Sursis pour l'orchestre
Pour plus de détails, voir Fiche technique et Distribution.
Sursis pour l'orchestre (Playing for Time) est un téléfilm américain réalisé par Daniel Mann et diffusé en 1980.

## Synopsis
Ce film est l’adaptation cinématographique d’un ouvrage autobiographique de Fania Fénelon, la vie d'une chanteuse juive déportée au camp d'Auschwitz pendant la Deuxième Guerre mondiale. C’est  l'histoire de l'orchestre que les gardiens du camp constituent avec des détenues,.

## Fiche technique
- Titre original : Playing for Time
- Titre français : Sursis pour l'orchestre
- Réalisation : Daniel Mann, assisté de Joseph Sargent
- Scénario : Arthur Miller, d'après l'autobiographie de Fania Fénelon
- Musique : Brad Fiedel ; Norman Gold (arrangements)
- Direction artistique : Robert Gundlach
- Décors : Gary Jones
- Costumes : Ruth Morley
- Photographie : Arthur Ornitz
- Son : David Moshlak, Jack Higgins
- Montage : Ralph Rosenblum (supervision), Jay Freund ; Ron Kalish (son)
- Production : Bernard Sofronski, Linda Yellen ; Louise Ramsay (associée) : John Quill (co-production)
- Société de production : Szygzy Productions
- Société de distribution : CBS
- Pays de production :  États-Unis
- Langue originale : anglais, allemand, français
- Format : couleur — 35 mm — 1,33:1 — son mono
- Genre : drame historique
- Durée : 150 minutes (2h30)
- Dates de première diffusion :
  - États-Unis : 30 septembre 1980
  - France : 24 avril 1982

## Controverse aux Etats-Unis
L’interprétation par Vanessa Redgrave du personnage de Fania Fénelon dans ce film est aussi à l’origine d’une polémique aux États-Unis. Les organisations sionistes américaines ont reproché à cette comédienne d'avoir osé interpréter une chanteuse juive malgré ses prises de position politiques régulières en faveur des palestiniens,.

## Distribution
- Vanessa Redgrave (VF : Nadine Alari) : Fania Fénelon
- Jane Alexander (VF : Annie Sinigalia) : Alma Rosé
- Maud Adams : Mala Zimetbaum
- Lee Jay Nelson : Edward Galinski
- Christine Baranski (VF : Anne Kerylen) : Olga (Sonia en VF)
- Robin Bartlett (VF : Nicole Favart) : Etalina (Evelyne en VF)
- Marisa Berenson (VF : Annie Balestra) : Elzvieta
- Verna Bloom (VF : Nadine Delanoë) : Paulette
- Donna Haley : Katrina
- Lenore Harris : Charlotte
- Mady Kaplan : Varya
- Will Lee : Shmuel
- Anna Thomson : Michou
- Shirley Knight (VF : Béatrice Delfe) : SS-Lagerführerin Maria Mandl
- Viveca Lindfors (VF : Paule Emanuele) : Frau Schmidt
- Max Wright : le docteur Josef Mengele
- Melanie Mayron (VF : Céline Monsarrat) : Marianne
- Marcell Rosenblatt (VF : Claude Chantal) : Giselle
- Marta Heflin (VF : Joëlle Fossier) : Esther